# Tibor Noé Kiss
Tibor Noé Kiss (ur. 19 lutego 1976 w Budapeszcie) – węgierska socjolożka, dziennikarka, prozatorka, redaktorka techniczna wydawnictwa Jelenkor.

## Życiorys
Tibor Noé Kiss do siedemnastego roku życia była członkiem węgierskiego klubu piłkarskiego Ferencvárosi TC. Była słuchaczką Magyar Újságírók Országos Szövetsége (Krajowego Związku Dziennikarzy Węgierskich), gdzie kształciła się pod kierunkiem Györgya Bálinta, a następnie kontynuowała naukę na kierunku socjologii Uniwersytetu w Peczu. Po spędzeniu kilku lat w Budapeszcie w 2009 przeprowadziła się na stałe do Peczu. Jej artykuły ukazują się w czasopismach „Magyar Narancs” oraz „Magyar Hírlap”, obecnie (2019) jest też stałą współpracowniczką bratysławskiego pisma „Új Szó”. Zajmuje się również redakcją techniczną oraz zarządzaniem stroną internetową czasopisma „Jelenkor”, a także pełni funkcję organizatora cyklu wydarzeń o nazwie Irodalmi Diszkó, które odbywa się w Peczu od 2015 roku. W wolnym czasie działa także jako trenerka juniorskich grup futbolowych. W 2010 roku wydano jej pierwszą książkę pod tytułem Incognitó (Inkognito, 2017) zawierającą elementy autobiograficzne autorki, ponieważ jest ona napisana z perspektywy wrażliwej nastolatki mierzącej się z własną transpłciowością. Od tamtej pory wielokrotnie wyrażała swoje zdanie na temat transpłciowości. Jej drugą powieść pod tytułem Aludnod kellene opublikowano nakładem wydawnictwa Magvető Könyvkiadó.

## Utwory

### Oryginały
- Inkognitó, Alexandra, Pecz 2010.
- Aludnod kellene, Magvető, Budapeszt 2014.

### Przekłady
- Inkognito, tłum. Daniel Warmuz, Książkowe Klimaty, Wrocław 2017.

## Nagrody
- Nagroda Pála Békesa